# Antiblemma sexplagiata
Antiblemma sexplagiata là một loài bướm đêm trong họ Erebidae.